# Copa do Mundo de Clubes da FIFA de 2013
A Copa do Mundo de Clubes da FIFA de 2013 foi a décima edição do mundial de clubes da Federação Internacional de Futebol (FIFA), disputada de 11 a 21 de dezembro de 2013. Pela primeira vez foi realizada num país africano, já que o Marrocos foi o candidato único a sediar a competição nesse ano e em 2014.
Disputaram a final o campeão europeu Bayern de Munique, da Alemanha, e o clube local Raja Casablanca. O Bayern venceu por 2–0 e conquistou seu terceiro título de âmbito mundial e o primeiro mundial da FIFA, tendo conquistado anteriormente duas edições da Copa Intercontinental em 1976 e 2001.

## Equipes classificadas
| Confederação | Equipe               | Classificação                                       | Participação                 |
| ------------ | -------------------- | --------------------------------------------------- | ---------------------------- |
| AFC          | Guangzhou Evergrande | Campeão da Liga dos Campeões da AFC de 2013         | 1ª                           |
| CAF          | Al-Ahly              | Campeão da Liga dos Campeões da CAF de 2013         | 5ª (2005, 2006, 2008 e 2012) |
| CONCACAF     | Monterrey            | Campeão da Liga dos Campeões da CONCACAF de 2012–13 | 3ª (2011 e 2012)             |
| CONMEBOL     | Atlético Mineiro     | Campeão da Copa Libertadores da América de 2013     | 1ª                           |
| OFC          | Auckland City        | Campeão da Liga dos Campeões da OFC de 2012–13      | 5ª (2006, 2009, 2011 e 2012) |
| UEFA         | Bayern de Munique    | Campeão da Liga dos Campeões da UEFA de 2012–13     | 1ª                           |
| País-sede    | Raja Casablanca      | Campeão do Campeonato Marroquino de 2012–13         | 2ª (2000)                    |

## Arbitragem
Lista dos árbitros e assistentes nomeados para o torneio:
| Árbitros                           | Assistentes                  | Assistentes                   |
| África                             | África                       | África                        |
| ---------------------------------- | ---------------------------- | ----------------------------- |
| GAM Bakary Gassama                 | ERI Angeson Ogbamariam       |                               |
| CMR Néant Alioum[R]                | CMR Evarist Menkouande[R]    | NGA Peter Edibi[R]            |
| Ásia                               |                              |                               |
| IRN Alireza Faghani                | IRN Hassan Kamranifar        | IRN Reza Sokhandan            |
| Europa                             |                              |                               |
| ESP Carlos Velasco Carballo        | ESP Roberto Alonso Fernández | ESP Juan Carlos Yuste Jiménez |
| América do Norte, Central e Caribe |                              |                               |
| USA Mark Geiger                    | USA Mark Hurd                | CAN Joe Fletcher              |
| América do Sul                     |                              |                               |
| BRA Sandro Ricci                   | BRA Emerson de Carvalho      | BRA Marcelo Van Gasse         |

R. ^ Árbitro reserva

### Tecnologia de linha de gol
Pelo segundo ano consecutivo, a tecnologia da linha do gol foi usada neste torneio. A tecnologia usada foi a GoalControl 4D.

### Spray
Após ser usado com sucesso no Campeonato Mundial Sub-17 e no Campeonato Mundial Sub-20 de 2013, a FIFA aprovou o uso do spray para ajudar a delimitar a distância da barreira nas faltas.

## Estádios
Marrakesh e Agadir foram escolhidas as cidades-sede da edição de 2013.
| Marrakech                                                          | Agadir                   |
| Estádio de Marrakech                                               | Grande Estádio de Agadir |
| Capacidade: 45 240                                                 | Capacidade: 45 480       |
|                                                                    |                          |
| Marrakech AgadirCopa do Mundo de Clubes da FIFA de 2013 (Marrocos) |                          |

## Elencos
Cada time enviou uma lista com 23 jogadores, sendo 3 goleiros.

## Jogos
|  |                            |                            |                            |                      |                         |                         |                |                |            |            |  |  |                            |                            |
|  | Play-off                   | Play-off                   |                            |                      | Quartas de final        | Quartas de final        |                |                | Semifinais | Semifinais |  |  | Final                      | Final                      |
|  | 11 de dezembro – Agadir    |                            |                            |                      |                         |                         |                |                |            |            |  |  |                            |                            |
|  | Raja Casablanca            | 2                          |                            |                      | 14 de dezembro – Agadir | 14 de dezembro – Agadir |                |                |            |            |  |  |                            |                            |
|  | Raja Casablanca            | 2                          |                            |                      | 14 de dezembro – Agadir | 14 de dezembro – Agadir |                |                |            |            |  |  |                            |                            |
|  | Auckland City              | 1                          |                            |                      | Raja Casablanca (pro)   | 2                       |                |                |            |            |  |  |                            |                            |
|  | Auckland City              | 1                          | 18 de dezembro – Marrakech |                      | Raja Casablanca (pro)   | 2                       |                |                |            |            |  |  |                            |                            |
|  |                            |                            |                            |                      | Monterrey               | 1                       |                |                |            |            |  |  |                            |                            |
|  | Raja Casablanca            | 3                          |                            |                      | Monterrey               | 1                       |                |                |            |            |  |  |                            |                            |
|  | Raja Casablanca            | 3                          |                            |                      |                         |                         |                |                |            |            |  |  |                            |                            |
|  |                            |                            | Atlético Mineiro           | 1                    |                         |                         |                |                |            |            |  |  |                            |                            |
|  |                            |                            | Atlético Mineiro           | 1                    |                         |                         |                |                |            |            |  |  |                            |                            |
|  |                            |                            | 21 de dezembro – Marrakech |                      |                         |                         |                |                |            |            |  |  |                            |                            |
|  |                            |                            |                            |                      |                         |                         |                |                |            |            |  |  |                            |                            |
|  | Raja Casablanca            | 0                          |                            |                      |                         |                         |                |                |            |            |  |  |                            |                            |
|  | Raja Casablanca            | 0                          | 14 de dezembro – Agadir    |                      |                         |                         |                |                |            |            |  |  |                            |                            |
|  |                            | Bayern de Munique          | 2                          |                      |                         |                         |                |                |            |            |  |  |                            |                            |
|  |                            |                            | 2                          | Guangzhou Evergrande | 2                       |                         |                |                |            |            |  |  |                            |                            |
|  | 17 de dezembro – Agadir    |                            |                            | Guangzhou Evergrande | 2                       |                         |                |                |            |            |  |  |                            |                            |
|  |                            | Al-Ahly                    | 0                          |                      |                         |                         |                |                |            |            |  |  |                            |                            |
|  | Guangzhou Evergrande       | Al-Ahly                    | 0                          | 0                    |                         |                         |                |                |            |            |  |  |                            |                            |
|  | Guangzhou Evergrande       | Quinto lugar               | Quinto lugar               | 0                    |                         |                         | Terceiro lugar | Terceiro lugar |            |            |  |  |                            |                            |
|  |                            | Quinto lugar               | Quinto lugar               |                      | Bayern de Munique       | 3                       | Terceiro lugar | Terceiro lugar |            |            |  |  |                            |                            |
|  | Al-Ahly                    | 1                          | Atlético Mineiro           | 3                    | Bayern de Munique       | 3                       |                |                |            |            |  |  |                            |                            |
|  | Al-Ahly                    | 1                          | Atlético Mineiro           | 3                    |                         |                         |                |                |            |            |  |  |                            |                            |
|  | Monterrey                  | 5                          | Guangzhou Evergrande       | 2                    |                         |                         |                |                |            |            |  |  |                            |                            |
|  | Monterrey                  | 5                          | Guangzhou Evergrande       | 2                    |                         |                         |                |                |            |            |  |  |                            |                            |
|  | 18 de dezembro – Marrakech | 18 de dezembro – Marrakech |                            |                      |                         |                         |                |                |            |            |  |  | 21 de dezembro – Marrakech | 21 de dezembro – Marrakech |

Todas as partidas seguem o fuso horário local (UTC+0)

### Play-off
| 11 de dezembro | Raja Casablanca           | 2 – 1     | Auckland City | Grande Estádio de Agadir, Agadir            |
| 19:30          | Iajour 39' · Hafidi 90+2' | Relatório | Krishna 63'   | Público: 34 875 Árbitro: GAM Bakary Gassama |

### Quartas-de-final
| 14 de dezembro | Guangzhou Evergrande    | 2 – 0     | Al-Ahly | Grande Estádio de Agadir, Agadir          |
| 16:00          | Elkeson 49' · Conca 67' | Relatório |         | Público: 34 579 Árbitro: BRA Sandro Ricci |

| 14 de dezembro | Raja Casablanca        | 2 – 1 (pro) | Monterrey   | Grande Estádio de Agadir, Agadir             |
| 19:30          | Chtibi 24' · Guehi 95' | Relatório   | Basanta 53' | Público: 34 579 Árbitro: IRN Alireza Faghani |

### Semifinais
| 17 de dezembro | Guangzhou Evergrande | 0 – 3     | Bayern de Munique                      | Grande Estádio de Agadir, Agadir            |
| 19:30          |                      | Relatório | Ribéry 40' · Mandžukić 44' · Götze 47' | Público: 27 311 Árbitro: GAM Bakary Gassama |

| 18 de dezembro | Raja Casablanca                                 | 3 – 1     | Atlético Mineiro | Estádio de Marrakech, Marrakech                      |
| 19:30          | Iajour 51' · Moutouali 84' (pen) · Mabidé 90+4' | Relatório | Ronaldinho 63'   | Público: 35 219 Árbitro: ESP Carlos Velasco Carballo |

### Disputa pelo quinto lugar
| 18 de dezembro | Al-Ahly   | 1 – 5     | Monterrey                                                   | Estádio de Marrakech, Marrakech          |
| 16:30          | Moteab 8' | Relatório | Cardozo 3' · Delgado 22', 65' · López 27' · Suazo 45' (pen) | Público: 35 219 Árbitro: USA Mark Geiger |

### Disputa pelo terceiro lugar
| 21 de dezembro | Guangzhou Evergrande         | 2 – 3     | Atlético Mineiro                                  | Estádio de Marrakech, Marrakech              |
| 16:30          | Muriqui 9' · Conca 15' (pen) | Relatório | Diego Tardelli 2' · Ronaldinho 45+1' · Luan 90+1' | Público: 37 774 Árbitro: IRN Alireza Faghani |

### Final
| 21 de dezembro | Bayern de Munique     | 2 – 0     | Raja Casablanca | Estádio de Marrakech, Marrakech           |
| 19:30          | Dante 7' · Thiago 22' | Relatório |                 | Público: 37 774 Árbitro: BRA Sandro Ricci |

## Premiação
| Copa do Mundo de Clubes da FIFA de 2013 |
| Alemanha                                |
| --------------------------------------- |
| Bayern de Munique Campeão (1° título)   |

Fair Play
| Fair play | Bayern de Munique |

### Individuais
| Bola de Ouro                      | Bola de Prata                    | Bola de Bronze                    |
| --------------------------------- | -------------------------------- | --------------------------------- |
| Franck Ribéry (Bayern de Munique) | Philipp Lahm (Bayern de Munique) | Mouhcine Iajour (Raja Casablanca) |

Fonte: 

## Classificação final
Para estatísticas, partidas decididas na prorrogação são contadas como vitória ou derrota e partidas decididas em disputa por pênaltis são contadas como empate.
| Pos. | Times                | P | J | V | E | D | GP | GC | SG |
| ---- | -------------------- | - | - | - | - | - | -- | -- | -- |
| 1    | Bayern de Munique    | 6 | 2 | 2 | 0 | 0 | 5  | 0  | +5 |
| 2    | Raja Casablanca      | 9 | 4 | 3 | 0 | 1 | 7  | 5  | +2 |
| 3    | Atlético Mineiro     | 3 | 2 | 1 | 0 | 1 | 4  | 5  | –1 |
| 4    | Guangzhou Evergrande | 3 | 3 | 1 | 0 | 2 | 4  | 6  | –2 |
| 5    | Monterrey            | 3 | 2 | 1 | 0 | 1 | 6  | 3  | +3 |
| 6    | Al-Ahly              | 0 | 2 | 0 | 0 | 2 | 1  | 7  | –6 |
| 7    | Auckland City        | 0 | 1 | 0 | 0 | 1 | 1  | 2  | –1 |

## Artilharia
| 2 gols (4) - César Delgado (Monterrey) - Darío Conca (Guangzhou Evergrande) - Mouhcine Iajour (Raja Casablanca) - Ronaldinho (Atlético Mineiro) 1 gol (20) - Abdelilah Hafidi (Raja Casablanca) - Chemseddine Chtibi (Raja Casablanca) - Dante (Bayern de Munique) - Diego Tardelli (Atlético Mineiro) | 1 gol (continuação) - Elkeson (Guangzhou Evergrande) - Emad Moteab (Al-Ahly) - Franck Ribéry (Bayern de Munique) - Humberto Suazo (Monterrey) - José María Basanta (Monterrey) - Kouko Guehi (Raja Casablanca) - Leobardo López (Monterrey) - Luan (Atlético Mineiro) | 1 gol (continuação) - Mario Götze (Bayern de Munique) - Mario Mandžukić (Bayern de Munique) - Mouhcine Moutouali (Raja Casablanca) - Muriqui (Guangzhou Evergrande) - Neri Cardozo (Monterrey) - Roy Krishna (Auckland City) - Thiago Alcántara (Bayern de Munique) - Vianney Mabidé (Raja Casablanca) |